# Phylloscopus laurae
El mosquitero de Laura (Phylloscopus laurae) es una especie de ave paseriforme de la familia Phylloscopidae propia del sur de África Central.

## Distribución y hábitat
Se encuentra en el norte de Angola, el sur de la República Democrática del Congo, Tanzania y Zambia. Su hábitat natural son los bosques tropicales húmedos y los pantanos